# Palacio de los Gobernadores (Porto Ercole)
El Palacio de los Gobernadores o Palacio de los gobernantes, es un edificio italiano situado en el centro histórico de Porto Ercole, parte del municipio disperso de Monte Argentario (Toscana). Fue construido en la primera mitad del siglo XVI como residencia de los gobernadores españoles del Estado de los Reales Presidios, cuya capital era la ciudad vecina de Orbetello. El edicicio originalmente era mayor que el actual, pero una parte se perdió debido a daños causados por los bombardeos sufridos en la Segunda Guerra Mundial.

## Descripción
El Palacio de los Gobernantes domina la pintoresca plaza del pueblo de Porto Ercole, muy próxima de Santa Bárbara. Frente a la fachada, en la plaza, se encuentra un pozo-cisterna circular que, en el pasado, se utilizaba para el suministro de agua. La fachada principal se divide en dos niveles, con un valioso pórtico de tres órdenes en la planta baja, de estilo renacentista tardío, atribuido a Baldassarre Peruzzi, con tres arcos de medio punto divididos por pilastras y capiteles flanqueados por elementos florales decorativos. La bóveda de crucería que cubre el interior del pórtico es muy característica. En el centro, hay una abertura en el muro del pórtico, de la que parte la escalera que conduce a la planta principal superior del edificio. Esta última retoma los elementos estilísticos del pórtico inferior, dividido en tres órdenes verticales, con pilastras que sostienen los arcos de medio punto ciegos, que delimitan los espacios a los que se abren las grandes ventanas cuadrangulares. No faltan elementos ornamentales florales y, en la parte superior, un remate finamente decorado.